# Хаусдорфово пространство
Хаусдорфовото пространство, или T2-пространство, или отделимо пространство, е топологично пространство, в което всеки две различни точки могат да се отделят една от друга посредством непресичащи се околности. Голяма част от пространствата изучавани в математиката (и най-вече в топологията) са хаусдорфови.

## Формално определение
Множество от елементи (точки) {\displaystyle X\,}, снабдено с топологична структура — на всеки елемент {\displaystyle x\in X} се съпоставя система {\displaystyle {\mathfrak {U}}_{x}} от подмножества (околности на {\displaystyle x\,}) {\displaystyle U\,}, удоволетворяващи аксиомите на Хаусдорф за топологично пространство:
- {\displaystyle x\in U\,} за всяка околност {\displaystyle U\in {\mathfrak {U}}_{x}}
- {\displaystyle U\in {\mathfrak {U}}_{x}} и {\displaystyle U\subseteq V\Rightarrow V\in {\mathfrak {U}}_{x}}
- {\displaystyle U_{1},U_{2}\in {\mathfrak {U}}_{x}\Rightarrow U_{1}\cap U_{2}\in {\mathfrak {U}}_{x}}
- {\displaystyle \forall U\in {\mathfrak {U}}_{x},\,\exists V\in {\mathfrak {U}}_{x}:U\in {\mathfrak {U}}_{y},\forall y\in V}

Ако допълнително е удоволетворена и аксиомата на Хаусдорф за отделимост
- {\displaystyle \forall x,y\,(x\neq y)\in X,\,\exists U\in {\mathfrak {U}}_{x},V\in {\mathfrak {U}}_{y}:U\cap V=\varnothing },

то пространството {\displaystyle X\,} е хаусдорфово пространство, наречено на немския математик Феликс Хаусдорф.